# Massacre de la Cova dels Patriarques
La Massacre de la Tomba dels Patriarques d'Hebron és el nom que es donà a la matança perpetrada, el 25 de febrer de 1994, per un colon militant de l'agrupació Kach, d'almenys 39 palestins de la ciutat d'Hebron, quan es trobaven en la pregària en la mesquita d'aquest indret, en un atac que ferí 150 persones més.
Baruch Goldstein —d'origen americà i capità de l'exèrcit israelià—, entrà a la mesquita disparant contra els fidels durant una pregària de les celebracions del Purim i el Ramadà. Segons informes israelians 39 persones foren assassinades i 150 ferides, mentre fonts mèdiques palestines informaren de 52 mortes a trets. Goldstein morí també en l'atac, quan els supervivents van poder defensar-se després que se li acabés la munició. La massacre suposà una forta sotragada al procés de pau iniciat amb els Acords d'Oslo, Israel condemnà l'atac i prometé pagar a les famílies de les víctimes si bé refusà cap responsabilitat de les autoritats militars que en teoria havien de vetllar per la seguretat.
En l'atac, l'agressor, resident a la colònia de Kiryat Arba feu ús del seu fusell IMI Galil reglamentari, i de 4 carregadors de 35 bales de munició. Alguns testimonis afirmaren que l'atacant no havia actuat sol, fet que fou negat per la posterior investigació oficial israeliana.
L'esdeveniment provocà la commoció i condemna de la comunitat internacional, i a l'orient mitjà una onada de revoltes i enfrontaments violents que acabaren amb la mort d'almenys 26 palestins més, 9 israelians i un turista britànic a Jordània en els següents dies. Hi hagué protestes en ciutats d'arreu del món. A Hebron, alguns colons celebraren la matança amb cançons i danses d'alegria
Immediatament després de la matança, el 28 de febrer, el Primer Ministre d'Israel en funcions, Isaac Rabin, va aprovar en la Knesset (el parlament israelià) un comunicat de condemna, i prometé diverses mesures contra organitzacions i individus extremistes dins el camp israelià, si bé organitzacions com el Kach, Bat Ayin o Lehava, han seguit assassinant regularment civils palestins als territoris ocupats per Israel tot i la gran presència militar. Fins al 1999 el Tribunal Suprem d'Israel no va ordenar que es desmantellessin el mausoleu en homenatge a l'assassí que amics, familiars i simpatitzants seus havien erigit a la seva tomba. L'ordre s'executà després d'una llarga lluita legal.